# 広沢虎吉
広沢 虎吉（ひろざわ とらきち）は、浪曲の名跡。

## 初代
（1847年 - 1917年）
大阪の人物、竹川条吉の門下で初名を井上新之介。

## 2代目
（1864年 - 1932年9月12日） 本名は井上菊松。
大坂の生まれ（または育ちとも）、父が祭文語りの吉川竹丸。15歳で初代虎吉に入門。1895年には浪花節親友派組合の初代頭取に就任。定席の寄席小屋「広沢館」を経営、その後も「第二広沢館」「第三広沢館」次々に寄席を経営。明治期の関西浪曲界の大看板。晩年は隠居し「井上晴夢」と号した。
主な弟子には名人で『清水次郎長伝』で有名な2代目広沢虎造、他多数。

## 3代目
（1875年3月20日 - 1970年6月13日）
父は初代の弟。もとは小菊丸、初代広沢虎造。2代目と同門であり、2代目が寄席経営に成功し隠居する際に譲られた。浪曲界の生き字引きと云われた存在だが、しかし2代目と比べると地味であり、あまり名を馳せることは出来なかったが、長命を授かり95で死ぬまで昔のことをしゃべっていた。そのしゃべりは小沢昭一の『CD／レコード日本の放浪芸 小沢昭一が訪ねた道の芸・街の芸』に入っており偲ぶことができる。晩年は目が不自由になった。CDの中では1877年12月の生まれになっている。その談話テープ吹き込み1ヶ月後に死去。95歳没。

## 4代目
（1893年9月15日 - 1951年2月28日）
2代目門下の菊水が襲名。